# 大礼の議
大礼の議（たいれいのぎ）は、明代に世宗嘉靖帝の実父である興献王朱祐杬の尊号を巡って起こった論争。

## 概要
孝宗弘治帝の子の武宗正徳帝は正徳16年（1521年）4月に崩御した。正徳帝には子がなかったため、内閣大学士楊廷和らは既に亡くなっていた弘治帝の弟・興王朱祐杬の世子・すなわち正徳帝の従弟にあたる朱厚熜を新しい皇帝として立てることとした。これが嘉靖帝である（「外藩入統」）。楊廷和・蒋冕・毛紀ら大学士は尊号決定に際して礼部を動かして弘治帝を皇考、興献王を皇叔父、王妃を皇叔母とすることを進言した。これは新皇帝は明皇室の後継者である以上、弘治帝の子・正徳帝の弟として皇室嫡流の一員となるべきであるという考えによるものであった。ところが、嘉靖帝は実父である興献王を興献皇帝、実母である王妃を興献皇后とすることを強く主張した。そこへ7月にこの年に進士になったばかりの張璁（）が嘉靖帝の意向を支持する意見書を上書し、11月にも「大礼或問」という意見書を再度上書した。また、桂萼（）らもこれに続き、少数派とは言え自分を支持する意見があることを知った嘉靖帝はこれをきっかけに内閣と激しく対立し、大論争に発展した。
翌嘉靖元年（1522年）に入ると、嘉靖帝は新帝策立の褒賞として楊廷和らに爵位を授けようとするがこれを拒絶、両者ともに譲らず対立は3年にわたって続いた。事態が動いたのは嘉靖3年（1524年）のことで、辞表を提出して出仕を拒んだ楊廷和が2月に辞表を受理され、5月には蒋冕の辞任も認められる。病気のために出仕できない状態が続いた毛紀も7月に自分と同意見の廷臣たちとともに闕下に跪伏して再考を嘆願するも拒絶されて辞任、これを機に毛紀に同調した者をはじめとして嘉靖帝の意に反した廷臣の多くが弾圧を受けることとなった（左順門事件）。
最終的に弘治帝を皇伯考、皇后を皇伯母、興献王を「興献帝」（後に「献皇帝」に改められ、更に「睿宗」の廟号が追加される）に引き上げた上で皇考、王妃を聖母とすることに決した。また、興献帝のために皇帝に準じて実録編纂や廟の造営も行われた。また、張璁や桂萼は翰林院学士に抜擢された。楊廷和の代わりに内閣大学士首輔となった費宏（楊廷和・蒋冕の辞任と毛紀の病気によって嘉靖3年5月に昇進）は後難を恐れて、嘉靖帝の要求をほとんどそのまま認めた。ただし、嘉靖4年（1525年）に嘉靖帝から出された興献帝を歴代皇帝と同じ太廟に祀りたいという要求は張璁らからも反対され、太廟の近くに興献帝の廟を造ることで妥協された。
その後、嘉靖帝は大礼の議の正当性を残すために記録の編纂を命じた。嘉靖4年（1525年）には席書によって上奏文などをまとめた『大礼集議』と編年史である『大礼纂要』が編纂されるが、これに満足しなかった嘉靖帝は張璁らにその全面改訂を命じた。その結果、嘉靖7年（1528年）に『明倫大典』が完成して、全国の学校に配布された。ところが、大礼の議の結果として紫禁城内にあった明の歴代皇帝・皇后を祀る内殿を参拝する作法が複雑化することになって皇帝の負担が増大した。このため、嘉靖6年（1527年）になって嘉靖帝は毎日の参拝を止めて朔望や忌辰などの特別な日に限定して他の日は宦官などによる代参を認めるように内閣大学士である楊一清と張璁に検討を命じて彼らからの提案と言う形で内殿儀礼の改定を実施した。つづいて、嘉靖9年（1530年）に入ると嘉靖帝は郊祀礼制の改革に乗り出し、皇后による親蚕儀礼の創設や天地の南北分祀などを行い、更に同堂内に異室を設置して歴代皇帝を祀る太廟を廃して個々の皇帝の廟を独立させる九廟の設置を目論む（こちらは実現しなかった）など、新たな礼制の確立に積極的な姿勢を見せることになる。
この間、朝議はほぼ空転し、その結果、楊廷和ら、嘉靖帝の意に反した廷臣の多くが除かれ、嘉靖帝自身も政務を嫌って、邵元節・陶仲文などの道士を近づけるようになったとされる。ただし、こうした見方に対しては嘉靖帝は政務そのものには関心はあったものの、大礼の議の時のような混乱や失政の責任を自らが負うことは厭って、自らの政治的意向を秘かに官僚たちに指示して彼らに賛同・決定させ、その一切の責任を彼らに取らせるようになったとする見方もある。いずれにしても、この政争の影響は後々にまで禍根を残す結果となった。